# Тајело (Леко)
Тајело је насеље у Италији у округу Леко, региону Ломбардија.
Према процени из 2011. у насељу је живело 86 становника. Насеље се налази на надморској висини од 310 м.